# Eilema viettei
Eilema viettei är en fjärilsart som beskrevs av De Toulgoët 1954. Eilema viettei ingår i släktet Eilema och familjen björnspinnare. Inga underarter finns listade i Catalogue of Life.